# Dusty Rhodes (wrestlare)
Virgil Riley Runnels, Jr., mer känd som "The American Dream" Dusty Rhodes, född 12 oktober 1945 i Austin i Texas, död 11 juni 2015 i Orlando i Florida, var en amerikansk fribrottare och tränare som arbetade för WWE.
Dusty Rhodes var tre gånger NWA World Heavyweight Champion: 1979, 1981 och 1986.. År 2007 blev han invald i WWE Hall of Fame.
Rhodes profil som fribrottare var arbetarklassig och ringnamnet "The American Dream" syftade på hans image som arbetarklasshjälte. Även sönerna Cody och Dustin Rhodes är professionella fribrottare.